# 1924年のNFL
1924年のNFLは、NFLの5年目のシーズンである。

## 概要
前年の20チームから4チームが離脱し、3チーム加わった。さらに、クリーブランド・インディアンスのオーナーが前年チャンピオンのカントン・ブルドッグスを買収し、インディアンスと合併させ、クリーブランド・ブルドッグスと名称変更した。合併により1チーム減少したので、全18チームでリーグを行った。
合併により誕生したクリーブランド・ブルドッグスが7勝1敗1分の成績を残し、NFLチャンピオンに輝いた。

## 順位表
| チーム                               | 勝 | 敗 | 分 | 率   |
| ------------------------------------ | -- | -- | -- | ---- |
| クリーブランド・ブルドッグス         | 7  | 1  | 1  | .875 |
| シカゴ・ベアーズ                     | 6  | 1  | 4  | .857 |
| フランクフォード・イエロージャケッツ | 11 | 2  | 1  | .846 |
| ダルース・ケリーズ                   | 5  | 1  | 0  | .833 |
| ロックアイランド・インディペンデンツ | 5  | 2  | 2  | .714 |
| グリーンベイ・パッカーズ             | 7  | 4  | 0  | .636 |
| ラシーン・リージョン                 | 4  | 3  | 3  | .571 |
| シカゴ・カージナルス                 | 5  | 4  | 1  | .556 |
| バッファロー・バイソンズ             | 6  | 5  | 0  | .545 |
| コロンバス・タイガース               | 4  | 4  | 0  | .500 |
| ハモンド・プロズ                     | 2  | 2  | 1  | .500 |
| ミルウォーキー・バジャーズ           | 5  | 8  | 0  | .385 |
| アクロン・プロズ                     | 2  | 6  | 0  | .250 |
| デイトン・トライアングルス           | 2  | 6  | 0  | .250 |
| カンザスシティ・ブルース             | 2  | 7  | 0  | .222 |
| ケノーシャ・マルーンズ               | 0  | 4  | 1  | .000 |
| ミネアポリス・マリーンズ             | 0  | 6  | 0  | .000 |
| ロチェスター・ジェファーソンズ       | 0  | 7  | 0  | .000 |